# Cine-Teatro João Verde
O Cine-Teatro João Verde é um teatro localizado em Monção, Portugal.

## História
O Cine-Teatro foi inaugurado em 11 de Junho de 1949.
Foi encerrado pelos proprietários a 31 de Dezembro de 1986, tendo ficado votado ao abandono. Foi adquirido pela Câmara de Monção por 350 mil euros em 1998.
Após obras de reabilitação que custaram mais de 2,5 milhões de euros foi inaugurado como Teatro Municipal em 25 de Abril de 2013.

## Características
O cine-teatro João Verde mantém a traça original e conta com uma lotação para 300 pessoas. Além da projecção de filmes comerciais, concertos e apresentação de peças de teatro, a Câmara prevê realizar no local seminários, colóquios, encontros e exposições.